# Red Garland
William (Red) Garland (Dallas (Texas), 13 mei 1923 - aldaar, 23 april 1984) was een Amerikaanse jazzpianist wiens stijl vele jazzpianisten heeft beïnvloed. 

## Jeugd
Garland kwam uit een niet-muzikaal gezin. Toch toonde hij al vroeg een grote interesse in muziek en begon met het spelen van klarinet en altsaxofoon. In 1940 ging hij over op piano die hem uiteindelijk zijn bekendheid zou opleveren. Voor zijn carrière als pianist is hij ook nog tijdelijk bokser geweest.

## Begincarrière
Na de Tweede Wereldoorlog speelde Garland met onder meer: Roy Eldridge, Charlie Parker, Lester Young en Coleman Hawkins.
Zijn stijl ontwikkelde zich steeds verder en trad regelmatig op in Philadelphia en New York.

## Garland op z'n hoogtepunt
Toch heeft Garland zijn echte bekendheid te danken aan The Miles Davis Quintet, bestaande uit: Miles Davis, John Coltrane, Garland zelf, Paul Chambers en Philly Joe Jones. Ze namen samen de wereldberoemde albums voor Prestige recordings op: Workin', Steamin', Relaxin' en Cookin'. Garland speelde ook op het eerste Columbia album van Miles Davis: Round About Midnight.

Hoewel Garland verder wilde werken met Miles Davis werd de relatie tussen hen zéér gespannen en uiteindelijk werd Garland door Miles Davis ontslagen. Garland ging verder werken met Philly Joe Jones maar keerde later toch terug op het legendarische Miles-album: Milestones. Het gerucht gaat echter dat Garland tijdens de opname van Sid's Ahead kwaad de studio uitliep en dat Miles tijdens de Tenor-solo's van John Coltrane zelf begeleidde op de piano.
In 1958 vormde Garland zijn eigen trio en werkte daarin samen met: Pepper Adams, Nat Adderley (Cannonball Adderley's broer), Ray Barretto, Kenny Burrell, Eddie "Lockjaw" Davis, Jimmy Heath, Harold Land, Philly Joe Jones, Blue Mitchell, Ira Sullivan en Leroy Vinnegar. Ook vormde hij een kwartet met John Coltrane en Donald Byrd.

## Laatste periode en dood
In de jaren 70 keerde Garland terug naar Texas en nam in 1977 nog een album genaamd Crossings op met Philly Joe Jones. Zijn oude maat uit The Miles Davis Quintet. Red Garland bleef opnamen maken en spelen tot hij op 60-jarige leeftijd overleed aan een hartaanval.

## Discografie
Enkele opnames:
Als sideman:
- Workin' with The Miles Davis Quintet (1956)
- Steamin' with The Miles Davis Quintet (1956)
- Cookin' with The Miles Davis Quintet (1956)
- Relaxin' with The Miles Davis Quintet (1956)
- Tenor Madness van Sonny Rollins (1956)
- Art Pepper Meets The Rythm Section (1957)
- Coleman Hawkins & The Red Garland Trio (1959)

Als leader:
- Groovy (1956)
- All Mornin' Long (met John Coltrane & Donald Byrd) (1957)
- Soul Junction (met John Coltrane & Donald Byrd) (1957)
- High Pressure (met John Coltrane & Donald Byrd) (1957)
- Dig It (met John Coltrane & Donald Byrd) (1957)
- The Nearness Of You (1961)
- Crossings (1977)
- The Last Recording: My Funny Valentine (1983)
- The Last Recording 2: Autumn Leaves (1983)

- Bibsys: 1014996
- Biblioteca Nacional de España: XX943662
- Bibliothèque nationale de France: cb138943149 (data)
- CiNii: DA12079700
- Gemeinsame Normdatei: 134381734
- International Standard Name Identifier: 0000 0001 1560 709X
- Library of Congress Control Number: n81010509
- MusicBrainz: d9399921-2d82-437e-825e-16daff591a0c
- Nationale Bibliotheek van Tsjechië: ola2002157460
- Nationale Bibliotheek van Israël: 987007342097305171
- Nederlandse Thesaurus van Auteursnamen: 073064319
- Réseau des bibliothèques de Suisse occidentale: 02-A003280417
- Istituto Centrale per il Catalogo Unico: UBOV556364
- Système universitaire de documentation: 07805169X
- Virtual International Authority File: 14958245
- WorldCat: E39PBJrmd49PgWKQVhhkD4DKBP